# Karl Hamann (Chemiker)
Karl Hamann (* 8. September 1906 in Itzehoe; † 23. Dezember 1994 in Leonberg) war ein deutscher Chemiker und Universitätsprofessor.

## Leben und Wirken
Hamann studierte Chemie in Bonn und Hamburg. Er arbeitete zunächst bei Bayer in Uerdingen, wo er zuletzt das zentrale Forschungslabor leitete. 1953 folgte er einem Ruf auf eine Professur an die Technische Hochschule Stuttgart (seit 1967 Universität Stuttgart). Zusätzlich zum Lehrstuhl für Technische Chemie hatte er dort die Leitung des Stuttgarter Forschungsinstituts für Pigmente und Lacke (FPL) inne.
Er forschte auf dem Gebiet der makromolekularen Chemie, des Korrosionsschutzes und der Beschichtung. In Stuttgart führte er Polymerchemie als unabhängige Disziplin an der Fakultät für Chemie ein.
Hamann hatte zahlreiche Schüler und war Autor vieler Veröffentlichungen. Er war zudem einer der ersten wissenschaftlichen Herausgeber der Fachzeitschrift Progress in Organic Coatings.

## Schriften (Auswahl)
- K. Hamann, D. Wapler:  Vergleichende Untersuchungen über die Bestimmung der Härte von Anstrichen. In: Arbeiten über die Bestimmung des Gebrauchswertes von Lackfilmen durch physikalische Prüfungen. Forschungsberichte des Wirtschafts- und Verkehrsministeriums Nordrhein-Westfalen. VS Verlag für Sozialwissenschaften, Wiesbaden 1955. doi:10.1007/978-3-663-20437-4_1
- K. Hamann, G. Fuchslocher, W. Funke:  Über die Messung der Wärmeleitfähigkeit von pigmentierten und nichtpigmentierten Anstrichen und ihre Bedeutung. In: Arbeiten über die Bestimmung des Gebrauchswertes von Lackfilmen durch physikalische Prüfungen. Forschungsberichte des Wirtschafts- und Verkehrsministeriums Nordrhein-Westfalen. VS Verlag für Sozialwissenschaften, Wiesbaden 1955. doi:10.1007/978-3-663-20437-4_2
- Karl Hamann: Die Chemie der Kunststoffe, In: Sammlung Göschen, Hrsg. W. Funke, K. Nollen, Band 1173/1173a, de Gruyter 1967. doi:10.1515/9783111364247
- V. A. Hilt, J. Trivedi, K. Hamann: Über den Reaktionsmechanismus bei der Reaktion von Phthalsäureanhydrid mit Glykolcarbonat. Synthese von Polyestern aus Dicarbonsäureanhydriden und Epoxiden oder cyclischen Carbonaten von Diolen, 2. Mitteilung. In: Die Makromolekulare Chemie: Macromolecular Chemistry and Physics, Jg. 1965, Bd. 89, Heft 1, S. 177–198. doi:10.1002/macp.1965.020890113
- K. P. Krenkler, R. Laible, K. Hamann: Polyreaktionen an Pigmentoberflächen. VII. Mitteilung: Reaktionen von Polymeren mit endständigen Chlorsilangruppen an Siliciumdioxidoberflächen. In: Die Angewandte Makromolekulare Chemie: Applied Macromolecular Chemistry and Physics, Jg. 1976, Bd. 53, Heft 1, S. 101–123. doi:10.1002/apmc.1976.050530109